# Uhlstädt-Kirchhasel
Uhlstädt-Kirchhasel é um município da Alemanha localizado no distrito de Saalfeld-Rudolstadt, estado da Turíngia.